# Mordellistena atriceps
Mordellistena atriceps är en skalbaggsart som beskrevs av Smith 1882. Mordellistena atriceps ingår i släktet Mordellistena och familjen tornbaggar. Inga underarter finns listade i Catalogue of Life.